# Frank Boya
Frank Thierry Boya (ur. 1 lipca 1996 w Duali) – kameruński piłkarz grający na pozycji środkowego pomocnika. Od 2025 jest zawodnikiem klubu Club Tijuana.

## Kariera piłkarska
Swoją karierę piłkarską Boya rozpoczął w klubie APEJES Academy. W sezonie 2015 zadebiutował w nim w kameruńskiej pierwszej lidze. W 2016 roku zdobył z nim Puchar Kamerunu.
W 2016 roku Boya przeszedł do rezerw TSV 1860 Monachium, a w 2017 trafił do belgijskiego klubu Royal Excel Mouscron. W 2020 roku został zawodnikiem klubu Royal Antwerp FC. W sezonie 2021/2022 był z niego wypożyczony do SV Zulte Waregem, a w sezonie 2022/2023 do Sint-Truidense VV. W 2023 przeszedł do Amiens SC.

## Kariera reprezentacyjna
W reprezentacji Kamerunu Boya zadebiutował 6 stycznia 2016 roku w zremisowanym 1:1 towarzyskim meczu z Rwandą. W 2017 roku został powołany do kadry na Puchar Narodów Afryki 2017.